# Christopher James Coyne
Christopher James Coyne (Woburn, 17 de junio de 1958) es un prelado estadounidense de la Iglesia católica.  Desde 2023 es el obispo coadjutor de Hartford en Connecticut.   Se desempeñó como obispo auxiliar de Indianápolis, de 2011 a 2015 y obispo de Burlington en Vermont de 2015 a 2023.

## Biografía

### Primeros años y formación
Christopher James nació el 17 de junio de 1958, en Woburn, Massachusetts. Hijo de Rita y Bill Coyne.
Asistió a escuelas públicas en Woburn y se graduó de Woburn Memorial High School en 1976.  En 1980, recibió un Bachillerato en Administración de Empresas de UMass Lowell. Durante dos años después de graduarse, trabajó como cantinero.  En 1986, se graduó con una Maestría en Divinidad del Seminario St. John's en Boston.
En 1992, obtuvo su Licenciatura en Sagrada Teología y en 1994 su doctorado en Sagrada Liturgia del Pontificio Instituto Litúrgico de Roma.

### Sacerdocio
El 7 de junio de 1986, fue ordenado sacerdote para la Arquidiócesis de Boston por el cardenal Bernard Law. 
Su primera asignación después de la ordenación en 1986 fue como vicario parroquial de la parroquia St. Mary of the Hills en Milton, Massachusetts, donde permaneció hasta 1989. En 1994, fue nombrado director del programa de pre-teología en el Seminario de St. John.  En 2004, se convirtió en miembro adjunto de la facultad allí.  Se convirtió en director en 2000 de la Oficina de Culto de la arquidiócesis.
En 2002, se convirtió en secretario del gabinete de comunicaciones y portavoz de la arquidiócesis en medio del escándalo de abusos sexuales en la Arquidiócesis de Boston. Según Coyne, rechazó dos veces la oferta del arzobispo. Al aceptar el trabajo, dijo que le dijo al arzobispo Law que no mentiría ni menospreciaría a las víctimas y que quería acceso completo a los registros de la arquidiócesis.
En 2002, fue nombrado párroco de la parroquia Our Lady Help of Christians en Newton, Massachusetts. Su nombramiento generó controversia en la parroquia porque Coyne había sido el portavoz de la arquidiócesis bajo Law, quien había reemplazado a un ex párroco por hablar en su contra.  El 1 de febrero de 2003, después de servir cuatro meses en Nuestra Señora, Coyne solicitó una transferencia a otra parroquia del arzobispo Sean O'Malley.  En 2006, O'Malley lo transfirió a a la parroquia de Saint Margaret Mary en Westwood, Massachusetts.

## Episcopado

### Obispo Auxiliar de Indianápolis
El 14 de enero de 2011, el Papa Benedicto XVI lo nombró obispo titular de Mopta y  obispo auxiliar de Indianápolis.  El 2 de marzo de 2011 fue consagrado en la Iglesia San Juan Evangelista en Indianápolis. Fue el primer obispo auxiliar de la arquidiócesis desde 1933. En marzo de 2011, fue nombrado vicario general, cargo que ocuparía hasta 2016.
El 21 de septiembre de 2011, Benedicto XVI nombró a Coyne administrador apostólico de la arquidiócesis. Esto se debió a la jubilación anticipada del arzobispo Daniel Buechlein debido a problemas de salud.  Se desempeñó como administrador apostólico hasta la instalación del arzobispo Joseph Tobin en 2012.  En noviembre de 2014, fue elegido presidente del Comité de Comunicación de la Conferencia de Obispos Católicos de los Estados Unidos (USCCB).

### Obispo de Burlington
El 22 de diciembre de 2014, el Papa Francisco lo nombró obispo de Burlington.  Su instalación se produjo el 29 de enero de 2015.

El 28 de septiembre de 2016, Coyne renunció a los acuerdos de confidencialidad para todas las víctimas de abuso sexual del orfanato St. Joseph en Burlington que habían resuelto demandas contra la diócesis.  Dijo que quería que estas víctimas contaran sus historias de abuso sin temor a ser demandadas.  El 17 de diciembre de 2020, Coyne se disculpó con las víctimas luego de la publicación de un informe de investigación del estado de Vermont que verificó los delitos de abuso sexual en St. Joseph's.  Coyne comentó:
Creo absolutamente que los niños fueron abusados en el orfanato.  Nadie está discutiendo eso en absoluto.  Cualquier víctima de abuso a manos del clero de la iglesia es algo horrible y no puedo disculparme lo suficiente.

### Obispo Coadjutor de Hartford
El 26 de junio de 2023, Papa Francisco lo nombró obispo coadjutor de Hartford. Se instaló en Hartford con una misa de bienvenida el 9 de octubre de 2023.